# Cimitero ebraico di Sarajevo
Il Vecchio cimitero ebraico (in bosniaco Jevrejsko groblje u Sarajevu) è un cimitero di quasi 500 anni a Sarajevo, in Bosnia ed Erzegovina. Il sito si trova alle pendici del monte Trebević, nella zona di Kovačići-Debelo Brdo, nella parte sud-occidentale della città. È uno dei più grandi cimiteri ebraici dell'Europa sudorientale. È stato usato dalla comunità ebraica sarajevese dall'inizio del XVI o XVII secolo fino al 1966.

## Storia
Istituito dagli ebrei sefarditi durante il periodo ottomano, divenne anche il luogo di sepoltura degli ebrei ashkenaziti dopo il loro arrivo a Sarajevo con l'Impero austro-ungarico alla fine del XIX secolo. Contiene più di 3850 lapidi e copre un'area di 31160 metri quadrati. Ha quattro monumenti dedicati alle vittime del fascismo: uno sefardita progettato da Jahiel Finci ed eretto nel 1952, due ashkenaziti e uno dedicato alle vittime dei militanti ustascia. 

### Durante la guerra degli anni '90
Il cimitero ebraico era in prima linea durante la guerra in Bosnia ed Erzegovina, ed era utilizzato come postazione di artiglieria dai serbi bosniaci. È stato quindi gravemente danneggiato da proiettili e incendi causati da esplosioni. È stato anche minato pesantemente ma è stato completamente ripulito nel 1996. 

## Sepolture notevoli e monumenti commemorativi
Le persone degne di nota sepolte nel cimitero includono il rabbino Samuel Baruh (primo rabbino di Sarajevo dal 1630 al 1650; si ritiene che la sua tomba sia la più antica del cimitero), Rabbi Isak Pardo (rabbino dal 1781 al 1810), Rabbi Avraham Abinun (Grand Rabbi dal 1856 al 1858), Moshe ben Rafael Attias (1845-1916), Laura Levi Papo LaBohoreta (scrittrice dell'inizio del XX secolo), e Isak Samokovlija. Ci sono anche quattro memoriali eretti alle vittime del terrore fascista, insieme a diversi cenotafi, tombe commemorative vuote, con i nomi di persone morte altrove e le cui tombe sono sconosciute. 

### Genizah
La cappella separata o "tomba" per i libri danneggiati, nota come Genizah, si trova nella parte sud-orientale del cimitero, con la prima sepoltura avvenuta il 3 luglio 1916. Si presume che durante la seconda cerimonia di sepoltura siano stati sepolti circa 14 scrigni di libri sacri, quindi attualmente è in corso l'esumazione della Genizah per determinarne il contenuto. 

## Designazione del patrimonio nazionale e dell'umanità
Il cimitero è designato monumento nazionale della Bosnia ed Erzegovina come "Complesso sepolcrale - cimitero ebraico a Sarajevo". In preparazione per la nomina per l'inclusione nell'elenco dei siti del patrimonio mondiale, i delegati bosniaci hanno presentato la documentazione per l'elenco provvisorio all'UNESCO il 3 aprile 2018. 

## Galleria d'immagini

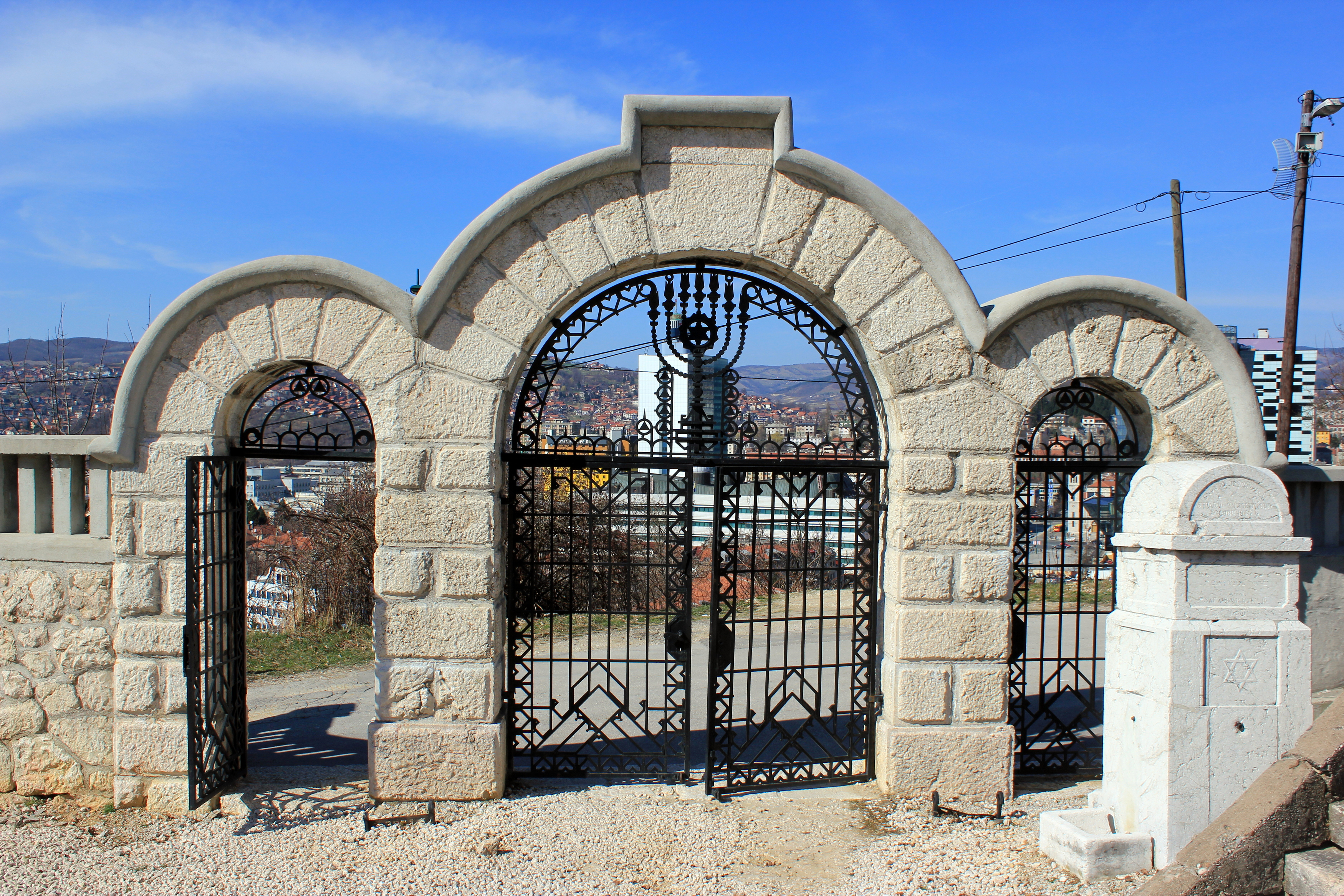
Il cancello principale con una fontana
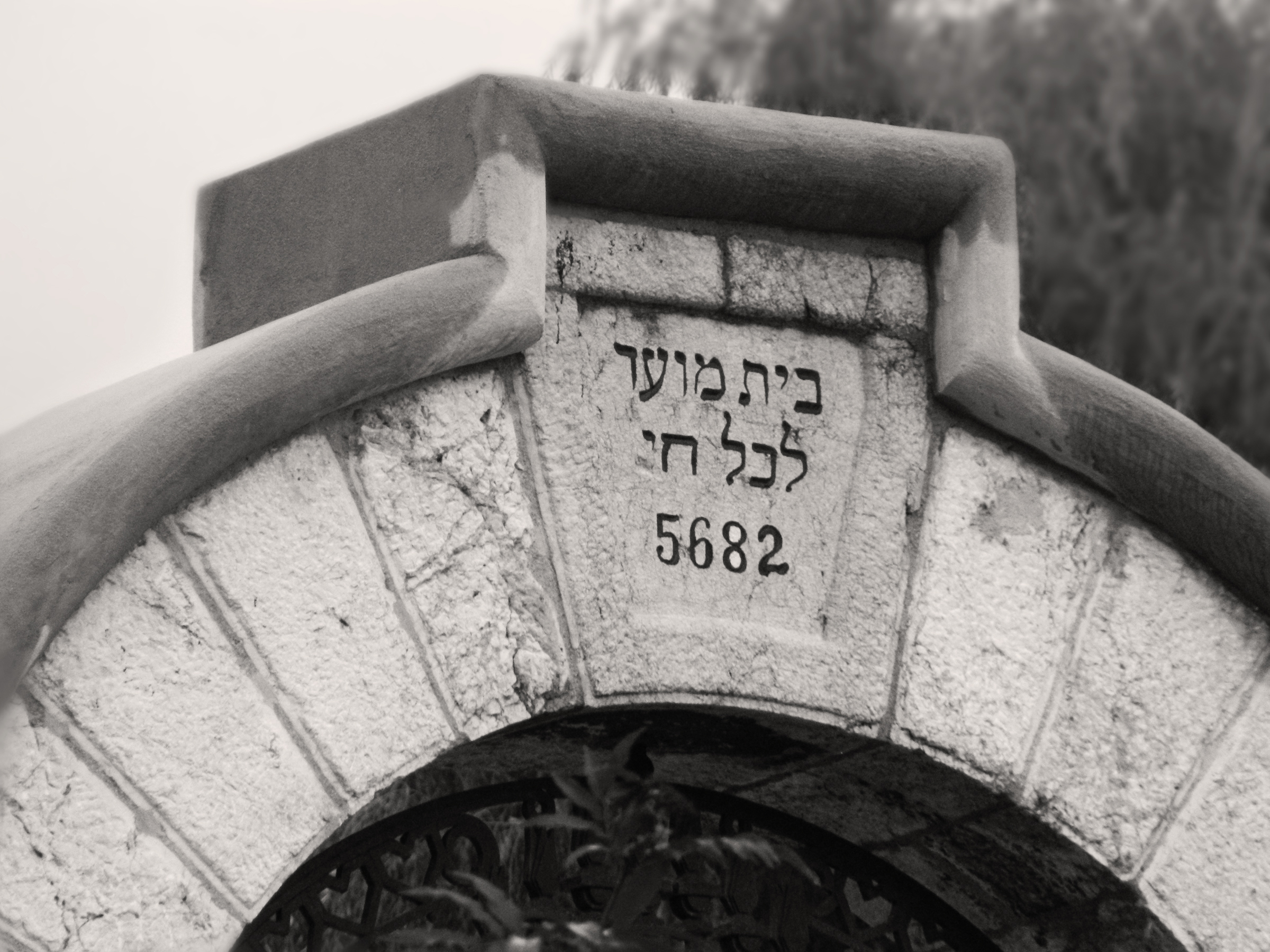
Iscrizione sopra il cancello principale
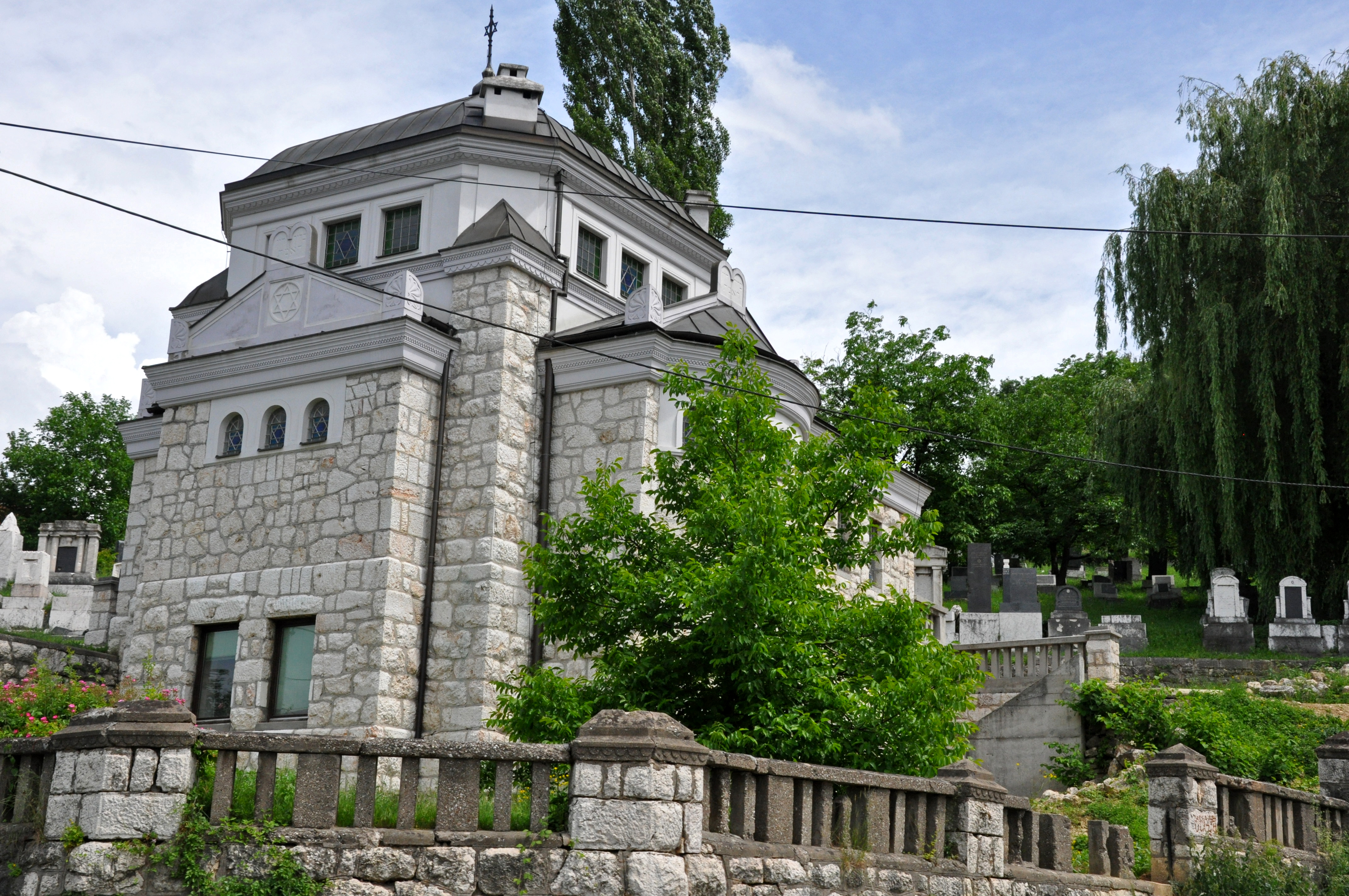
Tempio (Ciduk Adin) vicino all'ingresso principale con un vecchio muro
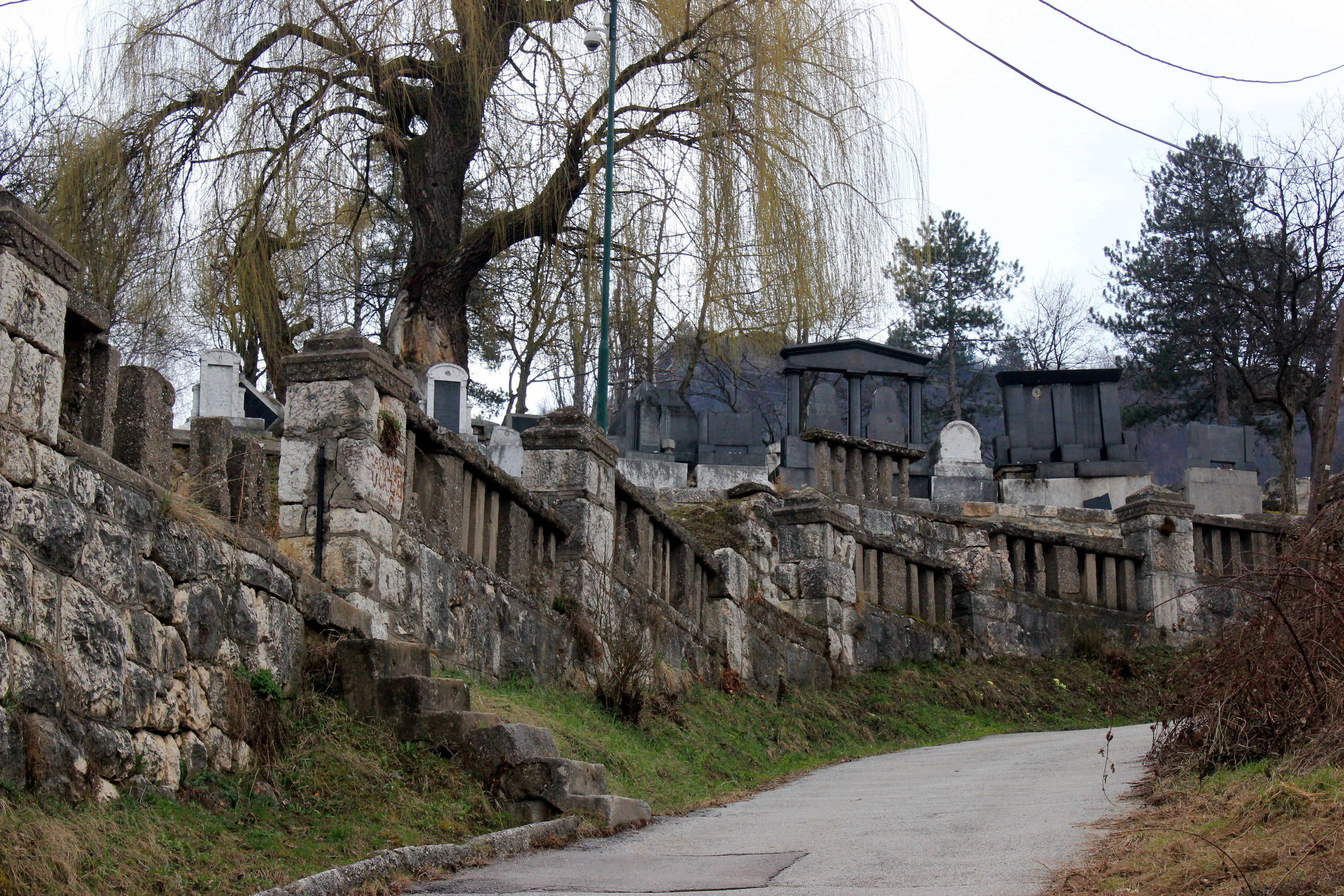
Vecchio muro dal bordo occidentale del cancello principale
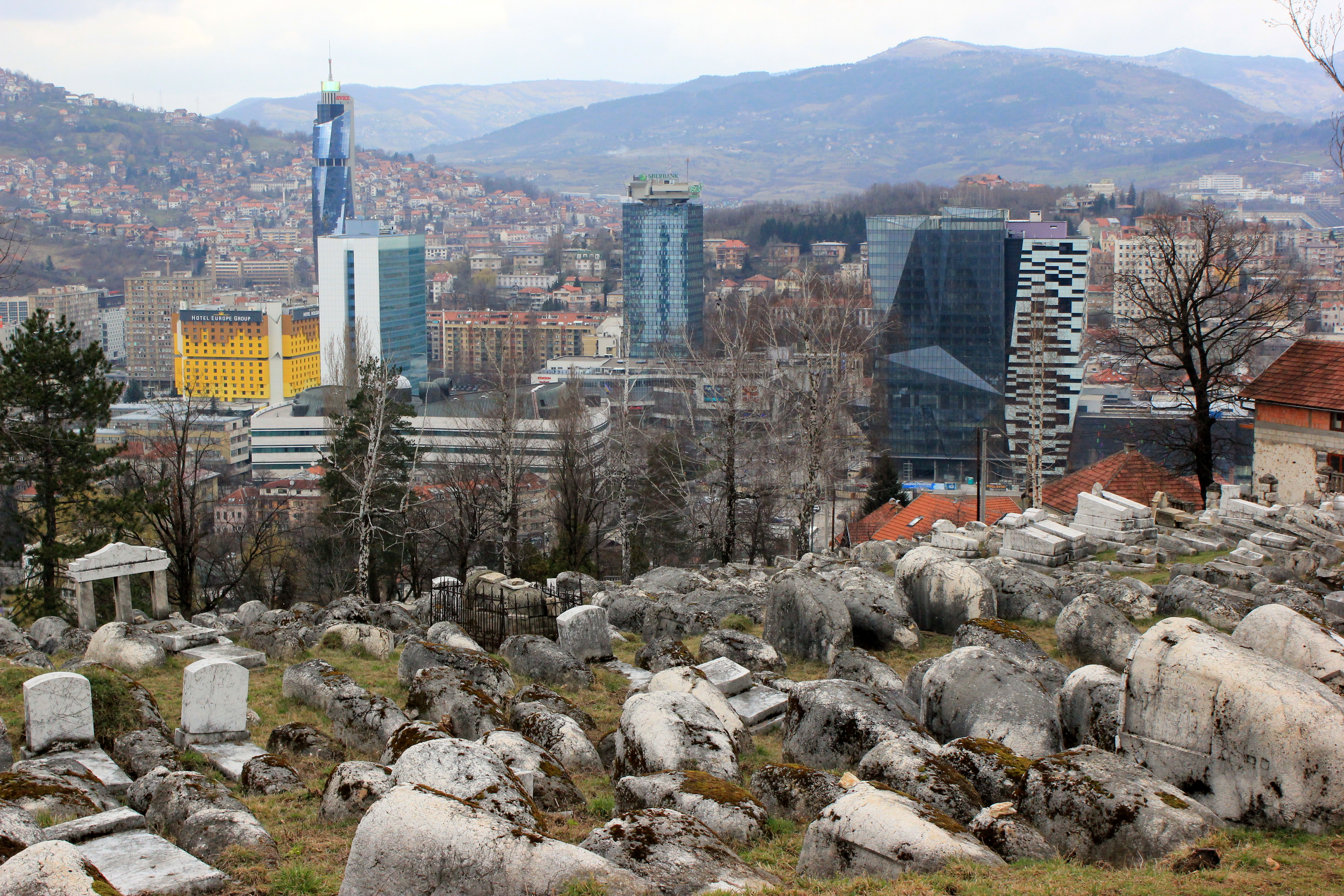
Vista sulla città
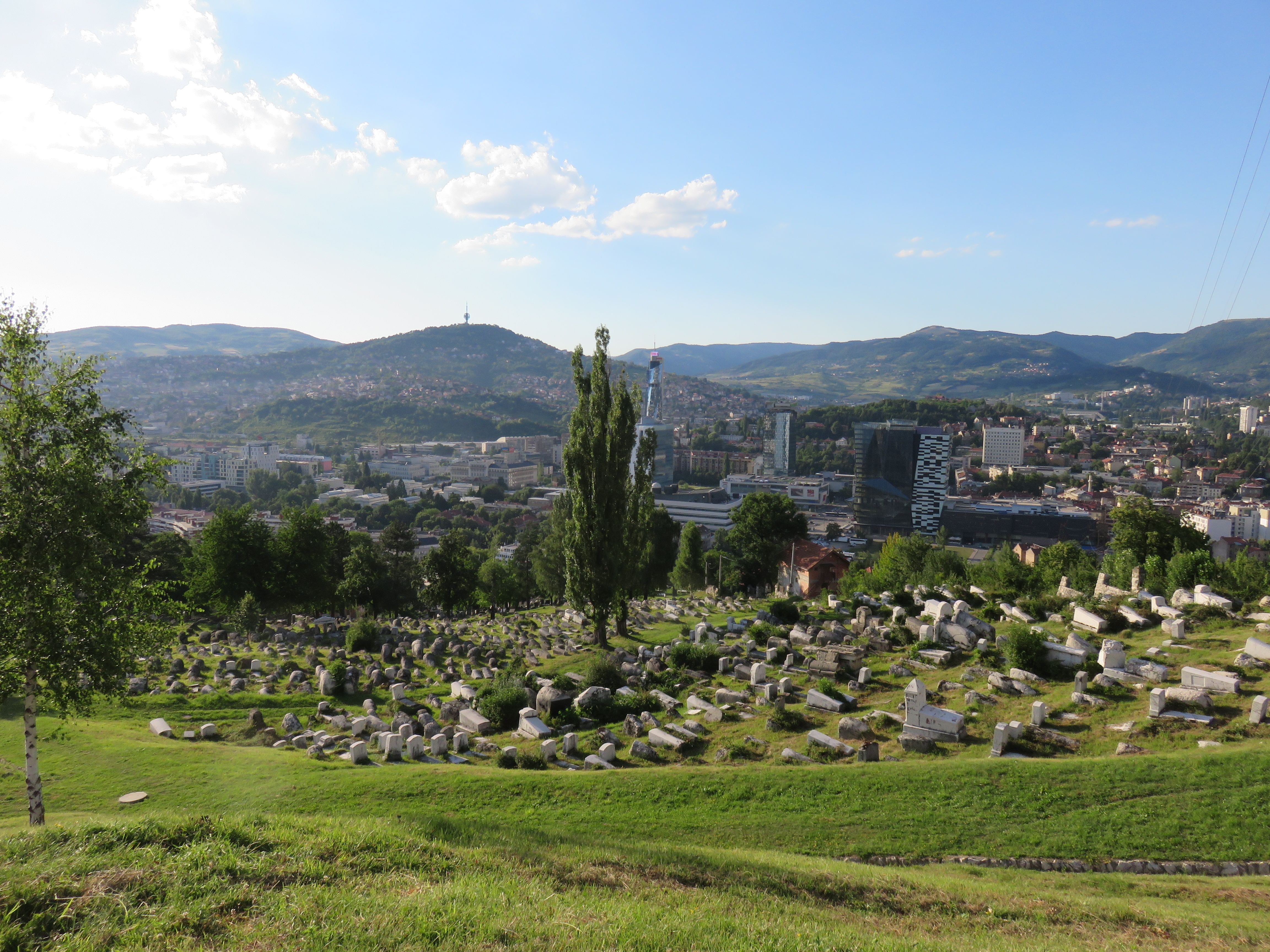
Paesaggio urbano dall'alto del cimitero
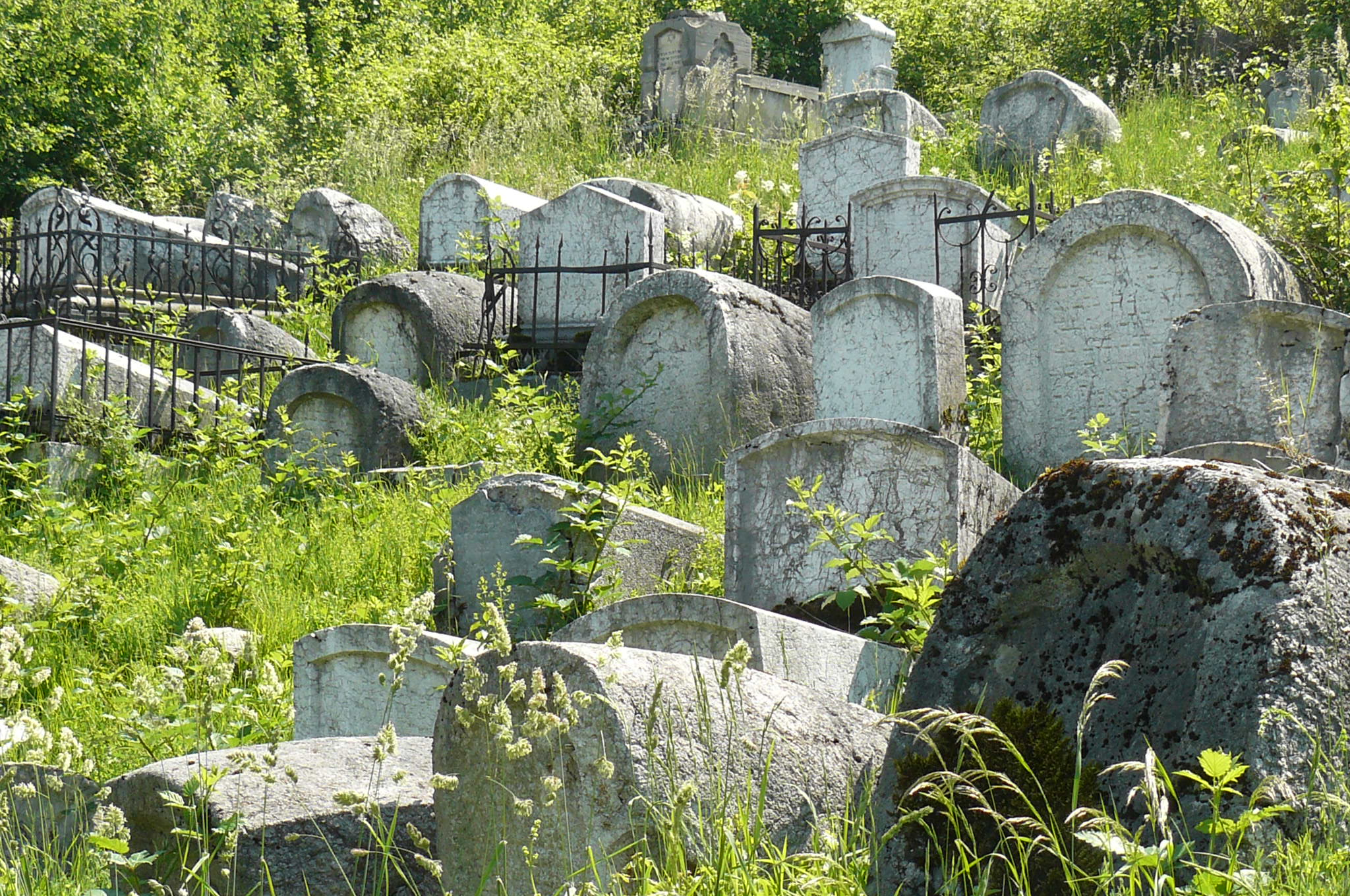
Cimitero
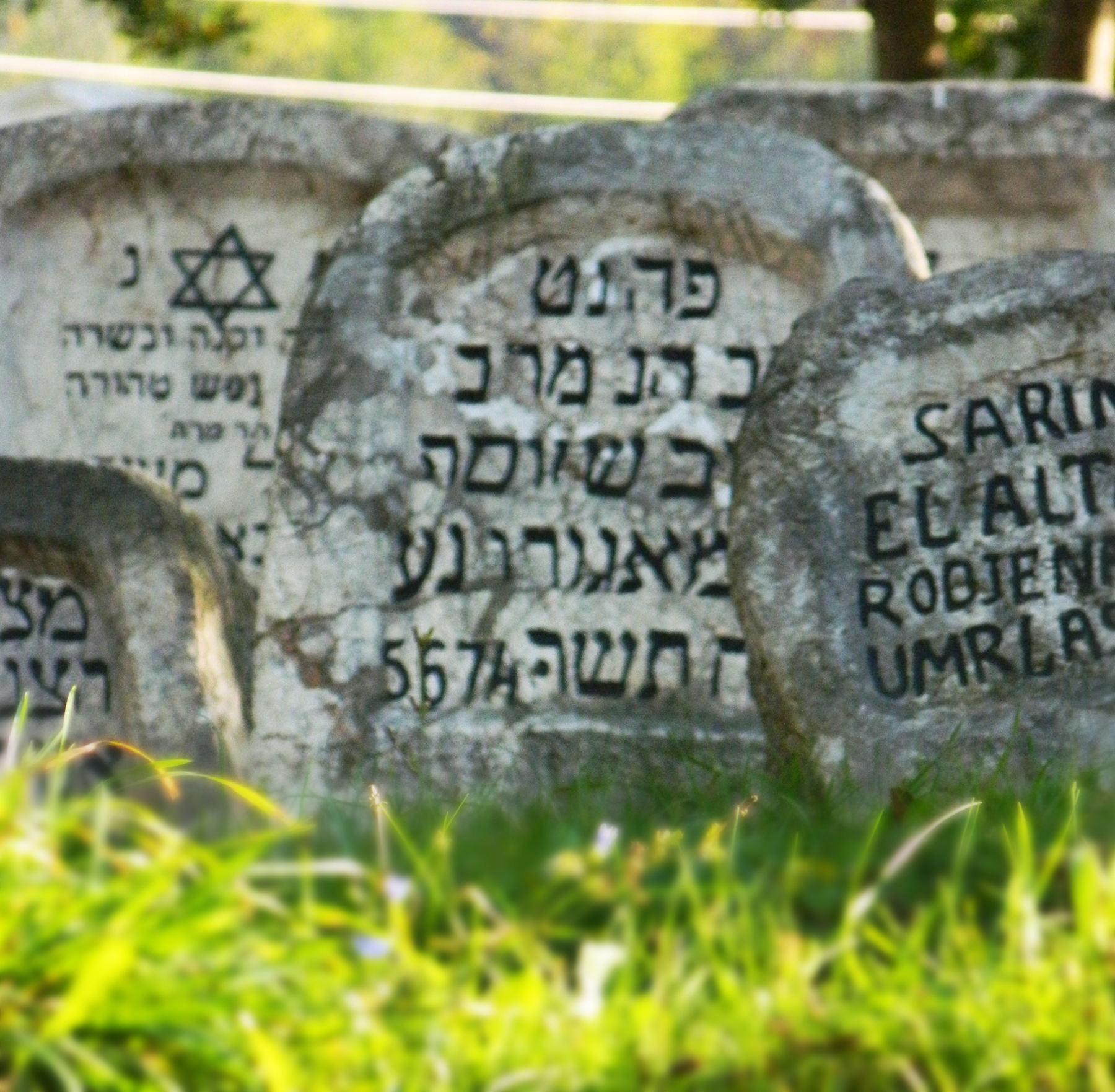
Iscrizioni sulle lapidi
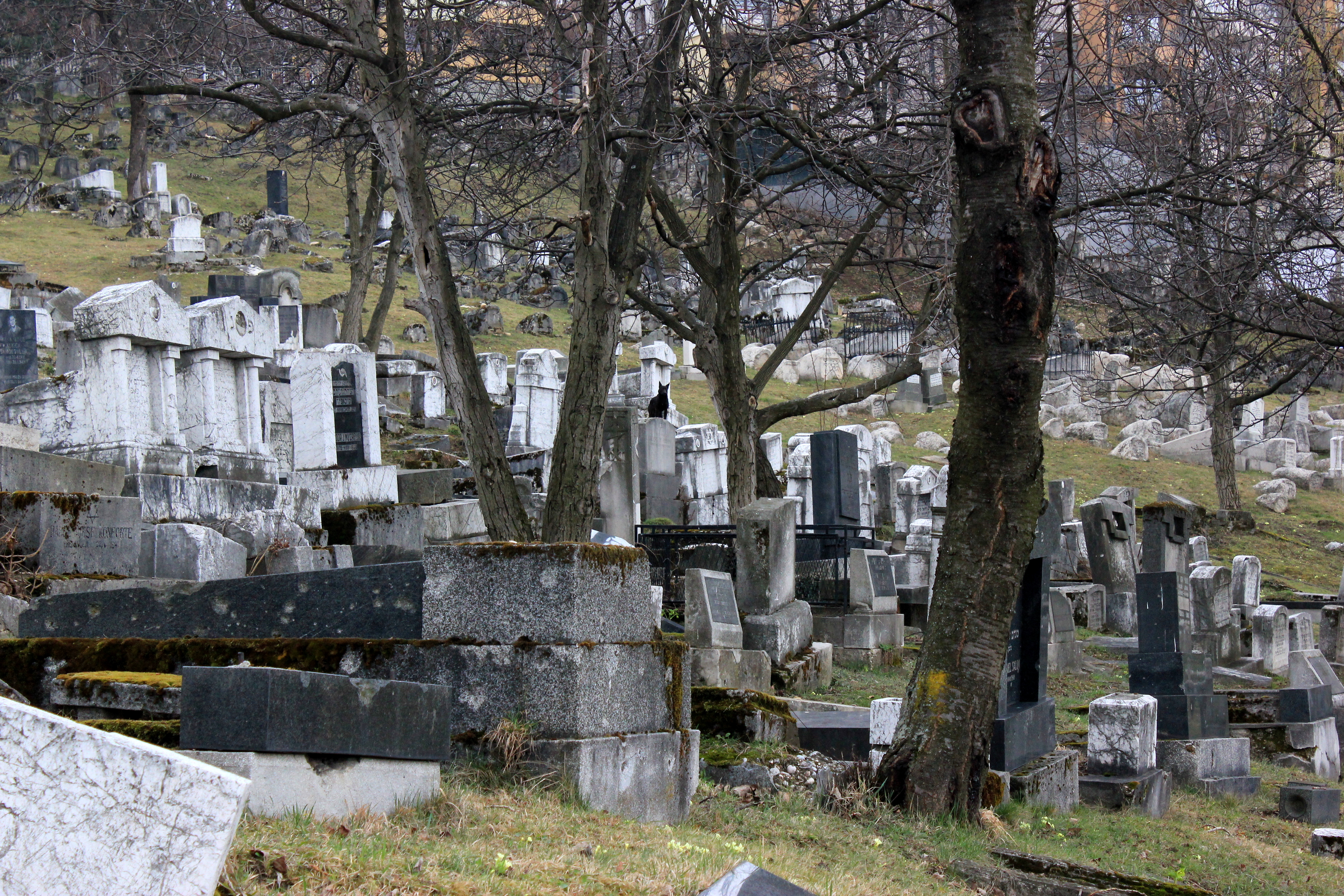
Ambiente invernale
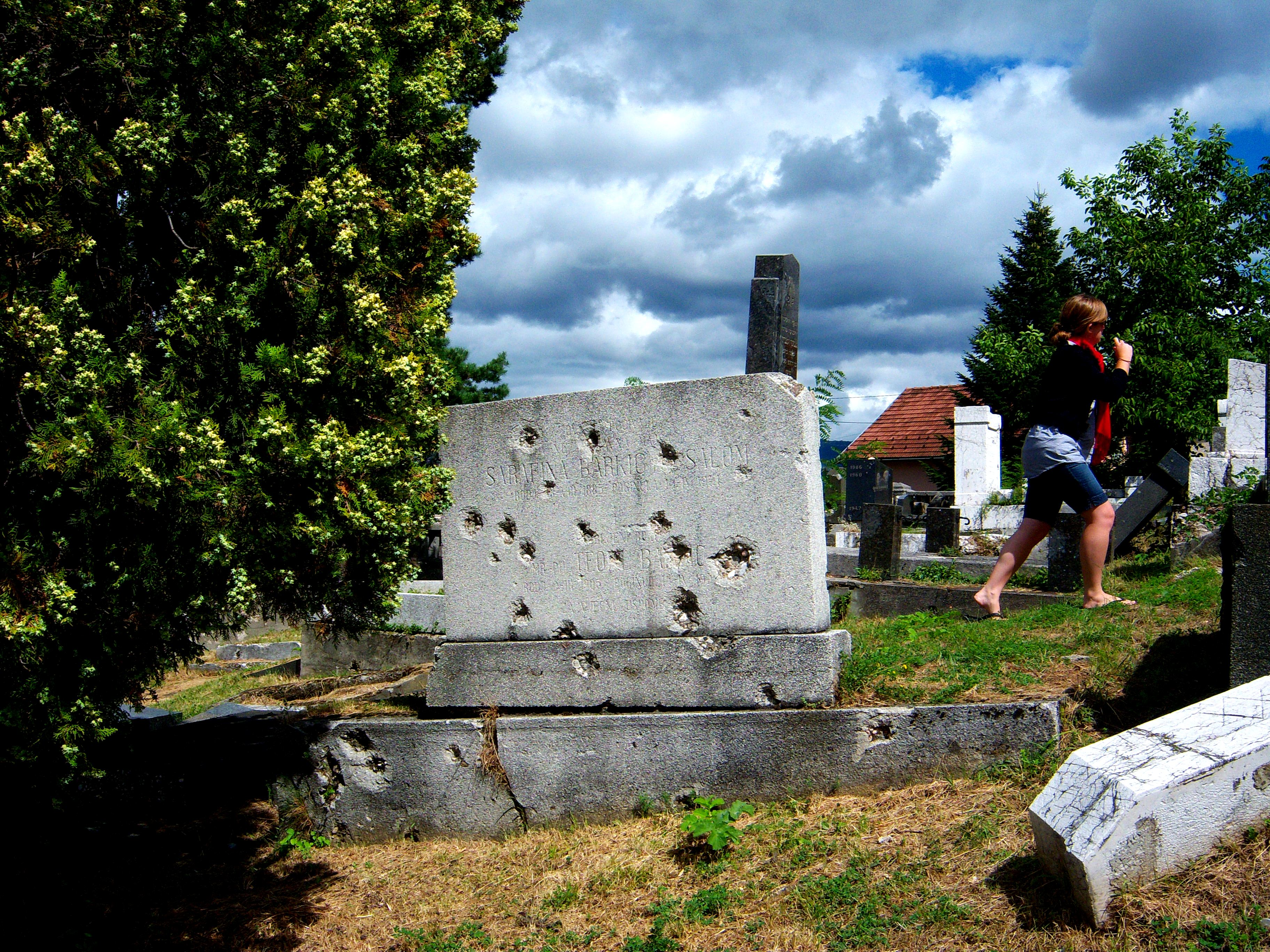
Tracce di proiettili di mortaio e fori di proiettile
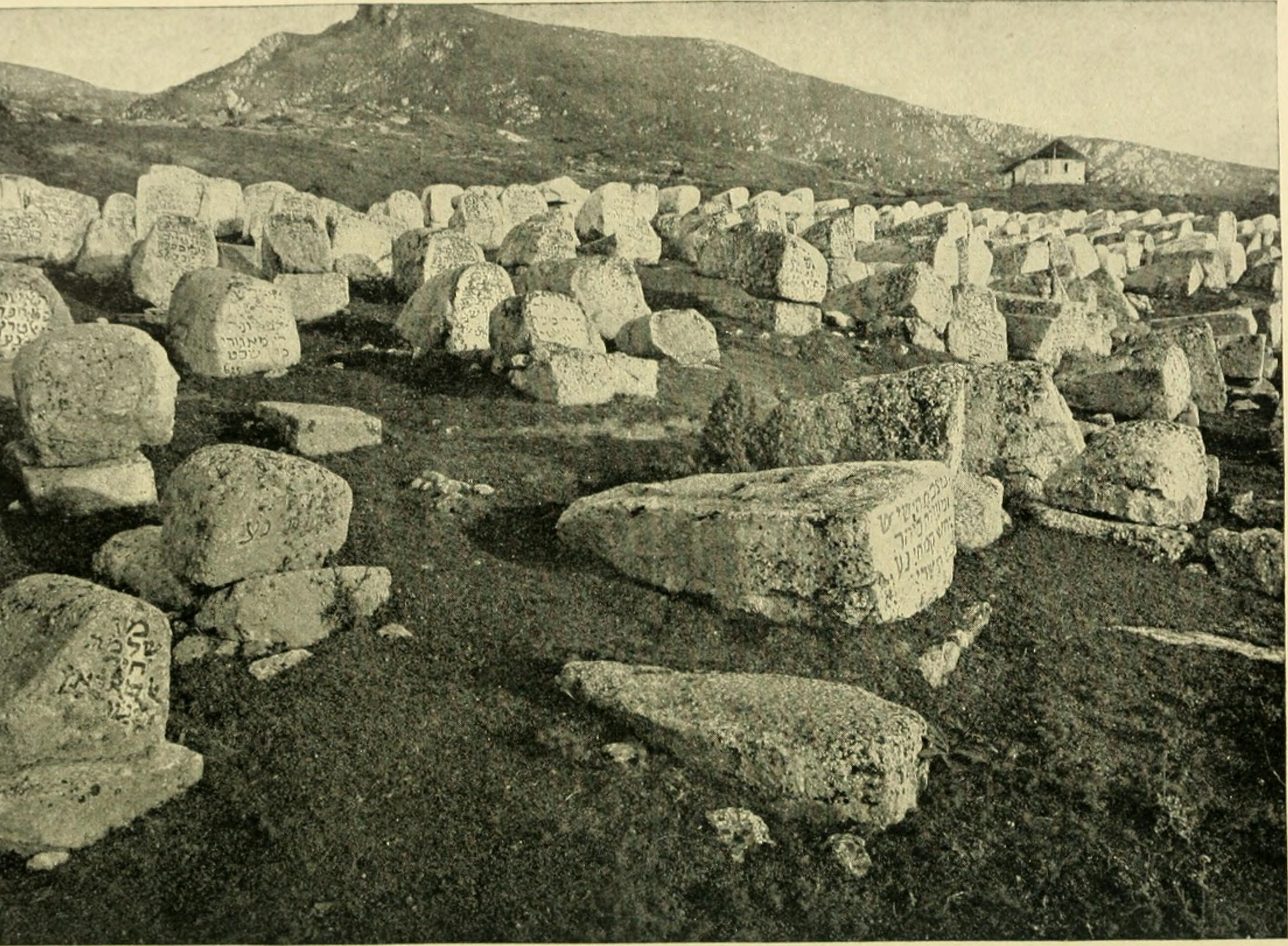
Cimitero nella seconda metà del XIX secolo, inizio del periodo austro-unagriano
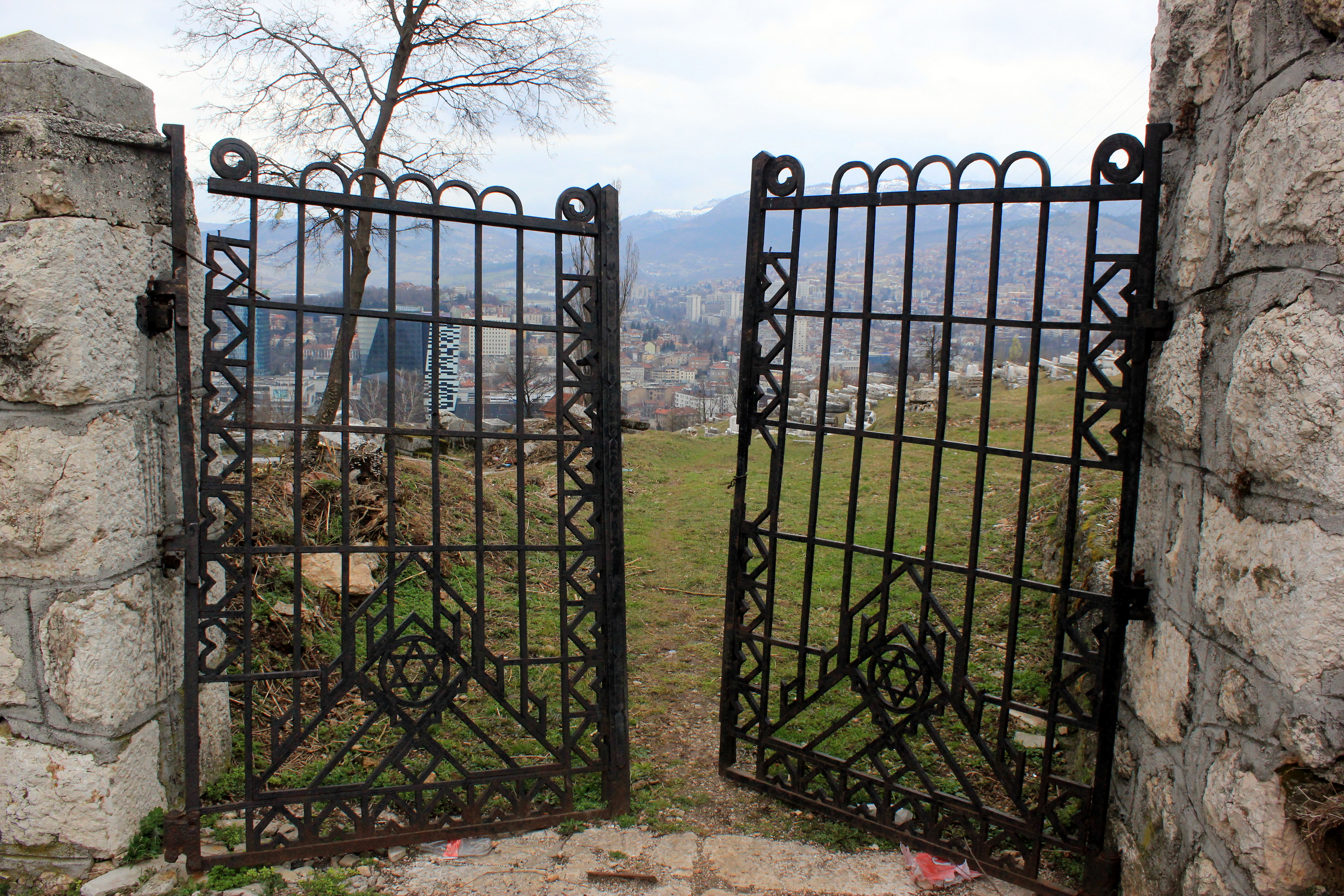
Porta superiore, punto più alto sul bordo meridionale